# Получающая пощёчину
«Получающая пощёчину» — комедия древнегреческого драматурга Менандра (IV—III века до н. э.), от которой сохранился только ряд фрагментов в виде цитат у других античных авторов. Время написания и постановки неизвестны. С точки зрения сюжета «Получающая пощёчину», видимо, была близка к двум другим комедиям Менандра — «Остриженная» и «Сжигаемая». В числе её персонажей были девушка, старик и кормилица.
Пьеса сохраняла популярность в течение античной эпохи.